# Lukna (přítok Merkysu)
Lukna je říčka 2. řádu na jihovýchodě Litvy v okrese Trakai (Vilniuský kraj), pravý přítok řeky Merkys. Na horním toku, až do jezera Karvys, kterým protéká, se nazývá Medrynia. Pramení 2 km na jihovýchod od města Senieji Trakai pod názvem Medrynia. Teče zpočátku 1 km na jihojihovýchod, potom se stáčí na západ, u vsi Zinkiškės na jih, u obce Senasis Tarpupis se stáčí k západu a protéká jezerem Karvys, za kterým již pod názvem Lukna pokračuje na západ, protéká jezery Karvys, Veršiukas (4,1 ha), Lukna (38 ha), ze kterého vytéká a pokračuje směrem jižním až ke vsi Bakeriškės, kde se stáčí k východu, potom k jihovýchodu až k městečku Paluknys, kde tvoří k západu vypoulý oblouk (teče k jihozápadu, k jihu, jihovýchodu) a poslední 2,5 km až do soutoku teče k jihu. Vlévá se do řeky Merkys 3,5 km na jihovýchod od vsi Madžiūnai, 8 km na západ od města Baltoji Vokė jako jeho pravý přítok, 109,0 km od jeho ústí do Němenu. Střední tok protéká mezi lesy Šklėrių miškas (západní břeh) a Gojaus miškas (východní), dolní tok mezi lesy Rūdiškių miškas (západní) a Mikailiškių miškas (východní). Průměrný spád je 70 cm/km. 

## Přítoky
- Levé:

| Hydrologické pořadí | Řeka                | Délka (km) | Povodí (km²) | Vzdálenost od ústí (km) | Ústí kde         | Koordináty ústí                  |
| ------------------- | ------------------- | ---------- | ------------ | ----------------------- | ---------------- | -------------------------------- |
| 11010141            | L - 1 (Bedugniukas) | 0,1        | 9,3          | 21,8                    | Senasis Tarpupis | 54°32′53″ s. š., 24°59′20″ v. d. |
| 11010143            | Mamavys             | 1,1        | 1,6          | 3,2                     | Madžiūnai        | 54°27′48″ s. š., 24°58′59″ v. d. |
| 11010144            | Žvirgždė            | 12,1       | 41,1         | 0,3                     | Madžiūnai        | 54°26′32″ s. š., 24°59′46″ v. d. |

- Pravé:

| Hydrologické pořadí | Řeka   | Délka (km) | Povodí (km²) | Vzdálenost od ústí (km) | Ústí kde    | Koordináty ústí                  |
| ------------------- | ------ | ---------- | ------------ | ----------------------- | ----------- | -------------------------------- |
| 11010142            | Aluona | 9,3        | 36,0         | 15,7                    | Anglininkai | 54°32′21″ s. š., 24°55′25″ v. d. |

## Sídla při řece
- Strakiškės, Senasis Tarpupis, Baušiškės, Anglininkai, Jurgelionys, Kajetoniškės, Paluknys, Madžiūnai